# 크라노그

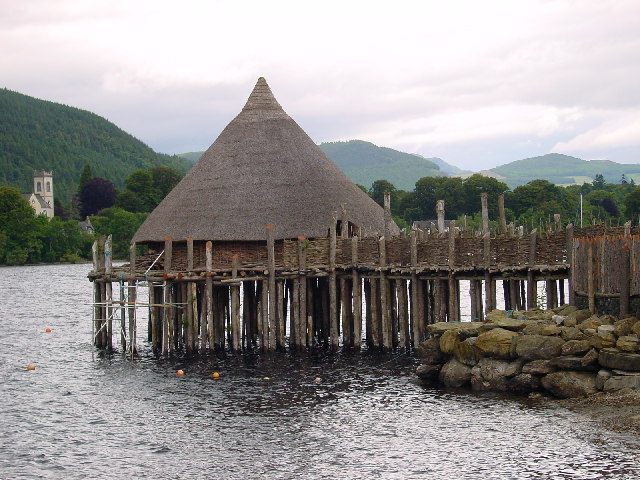

크라노그(아일랜드어: crannóg [ˈkɾˠan̪ˠoːɡ], 스코틀랜드 게일어: crannag 크라나크[ˈkʰɾan̪ˠak])는 아일랜드, 스코틀랜드, 웨일스에서 호수나 어귀의 수면 위에 지은 인공섬이다. 크라노그는 신석기 시대부터 17-18세기에 이르기까지 거의 5천년 동안 거주지로 이용되었다.